# Krauchthal
Krauchthal là một đô thị thuộc huyện Emmental, bang Bern, Thụy Sĩ. Đô thị này có diện tích 19,43 km2, dân số thời điểm tháng 12 năm 2020 là 2384 người.